# Estnische Badmintonmeisterschaft 1999
Die Estnische Badmintonmeisterschaft 1999 fand vom 6. bis zum 7. Februar 1999 in Tallinn statt. Es war die 35. Austragung der Titelkämpfe.

## Medaillengewinner
| Disziplin    | Gold                        | Silber                       | Bronze                     |
| ------------ | --------------------------- | ---------------------------- | -------------------------- |
| Herreneinzel | Heiki Sorge                 | Meelis Maiste                | Peeter Randväli            |
| Dameneinzel  | Piret Hamer                 | Kairi Saks                   | Kati Tolmoff               |
| Herrendoppel | Heiki Sorge Peeter Munitsõn | Tanel Talts Taimar Talts     | Meelis Maiste Indrek Küüts |
| Damendoppel  | Kairi Saks Eve Jugandi      | Kati Kraaving Mare Pedanik   | Piret Hamer Ulla Helm      |
| Mixed        | Meelis Maiste Kairi Saks    | Peeter Munitsõn Mare Pedanik | Indrek Küüts Kati Kraaving |